# Operatie Atalanta

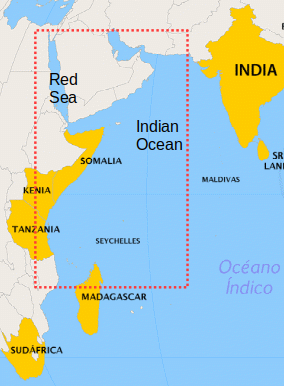
Operatie Atalanta: maritieme zone van activiteit (2023).

Operatie Atalanta (officieel: EU NAVFOR) is een missie van de Europese Unie om bij te dragen tot het afschrikken, voorkomen en bestrijden van piraterij en gewapende overvallen voor de Somalische kust. De missie begon in december 2008. Het commandocentrum is op 29 maart 2019 verhuisd van het Engelse Northwood naar Rota (Zuid-Spanje). De operatie zou oorspronkelijk een jaar duren, maar is al meerdere malen verlengd. Per 1 januari 2021 is het mandaat uitgebreid met aanvullende secundaire taken voor het toezicht op de handel in verdovende middelen, wapenhandel, illegale, ongemelde en ongereguleerde visserij, en illegale handel in houtskool voor de kust van Somalië. Na enkele aanvallen van Houthi-rebellen op schepen met een “Israëlische connectie” tijdens de oorlog tussen Hamas en Israël is de missie uitgebreid tot de Rode Zee. Atalanta werd “De EU-operatie om bij te dragen tot de maritieme veiligheid in het noordwesten van de Indische Oceaan”.
De gezamenlijke marinepatrouille bestaat uit schepen van België, Duitsland, Frankrijk, Griekenland, Italië, Nederland, Spanje, het Verenigd Koninkrijk en Zweden. Noorwegen gaf op 27 februari 2009 aan dat het een fregat zou sturen naar Somalië in augustus dat jaar. Op 28 mei 2009 kondigde Bulgarije aan twee soldaten te sturen om de missie te steunen. Ook Montenegro stuurde drie soldaten. Ook zijn er bijdragen van derde landen, waaronder Colombia, Oekraïne en Nieuw-Zeeland.
Gemiddeld wordt een troepenmacht van rond de 1200 manschappen ingezet bij Atalanta, met 4 tot 6 schepen en 2 tot 3 vliegtuigen. In 2016 werden de gemeenschappelijke kosten voor het mandaat op € 6.300.000 begroot.

## Belgische bijdrage
De Belgische marine draagt bij aan Operatie Atalanta met het multifunctioneel fregat F930 Leopold I en F931 Louise-Marie. Het laatste volbracht een eerste succesvolle missie in 2009. Het schip is op 4 oktober 2010 opnieuw vanuit thuishaven Zeebrugge uitgevaren voor een tweede missie, die tot februari 2011 duurde. Tijdens deze tweede missie heeft men op 29 november 2010 voor het eerst daadwerkelijk piraten opgepakt, na eerder al drenkelingen gered te hebben. Tijdens de Portugese en Duitse commandoperiode werd er telkens een Belgische onderofficier aan de Staff Afloat toegevoegd.
In november 2012 voer de Louise-Marie in het kader van Operatie Atalanta uit voor haar derde missie, welke tot in februari 2013 duurde. In 2012 werden voor de kust van Somalië tweemaal vermoedelijke piraten opgepakt en in beide gevallen bij gebrek aan bewijs ook weer vrijgelaten. In januari 2013 nam de Louise-Marie tien geredde Indiase schipbreukelingen aan boord.

## Nederlandse bijdrage
De Koninklijke Marine heeft bijgedragen met enkele schepen, Zr. Ms. Evertsen (half augustus tot en met half december 2009), Zr. Ms. Tromp (vanaf 1 februari 2010 tot mei 2010 (en gaat er in 2011 weer heen)), Zr. Ms. Johan de Witt (vanaf april 2010 tot circa eind juni 2010), Zr. Ms. De Zeven Provinciën (juni 2010 tot begin september 2010) en de Zr. Ms. Amsterdam (september 2010 tot november 2010). De missie liep parallel aan de NAVO-missie Operation Ocean Shield.
Diverse keren pakten schepen van de Koninklijke Marine piraten op en eenmaal werd een schip bevrijd van piraten: MS Taipan in 2010.